# لابيرجمونت-كليمينسيات
لابيرجمونت-كليمينسيات (بالفرنسية: L'Abergement-Clémenciat)‏ هي بلدية فرنسية تقع في إقليم آن في فرنسا. رمز إنسي لها هو:1001. أما الرمز البريدي لها فهو: 1400.

## معرض صور

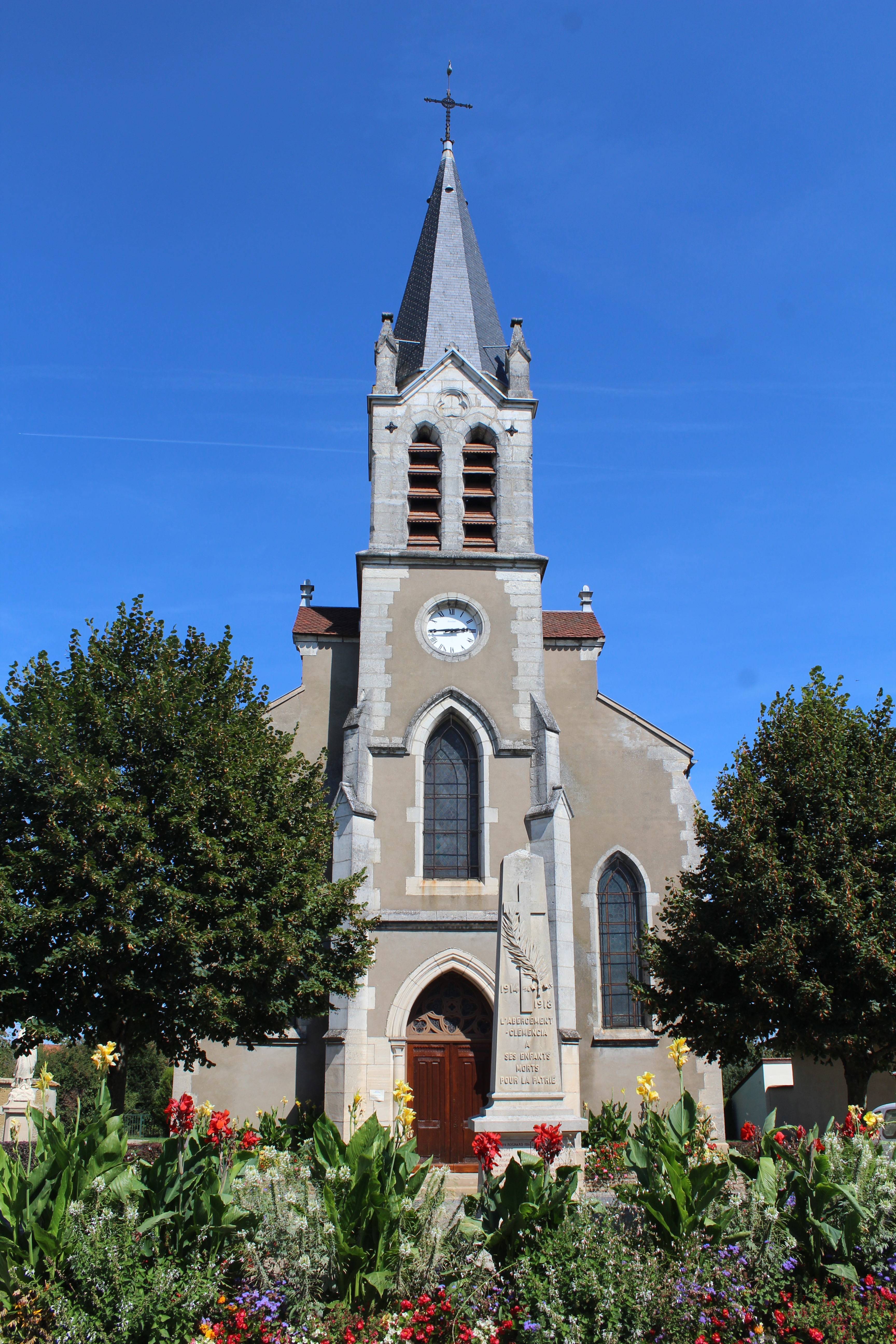
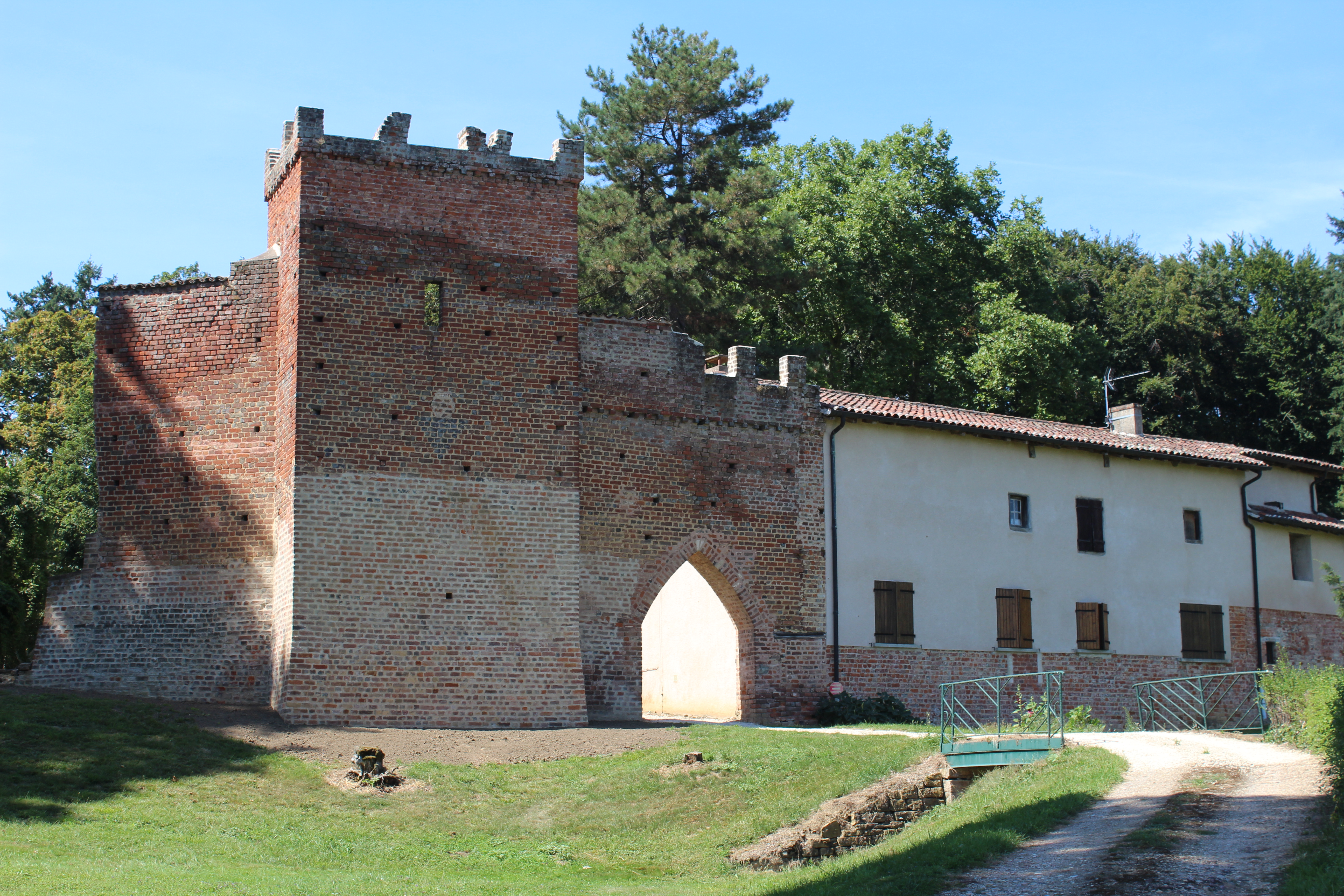
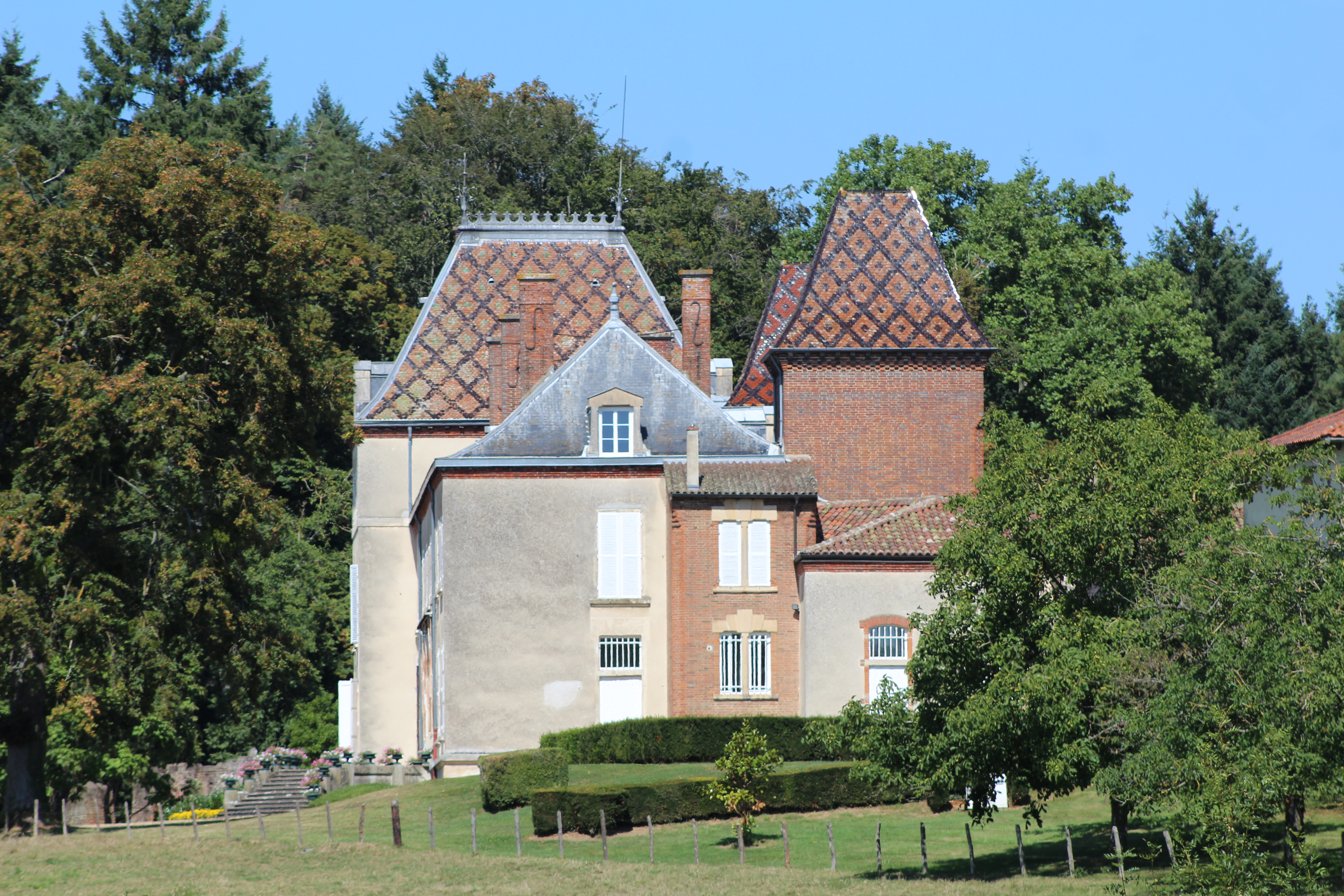
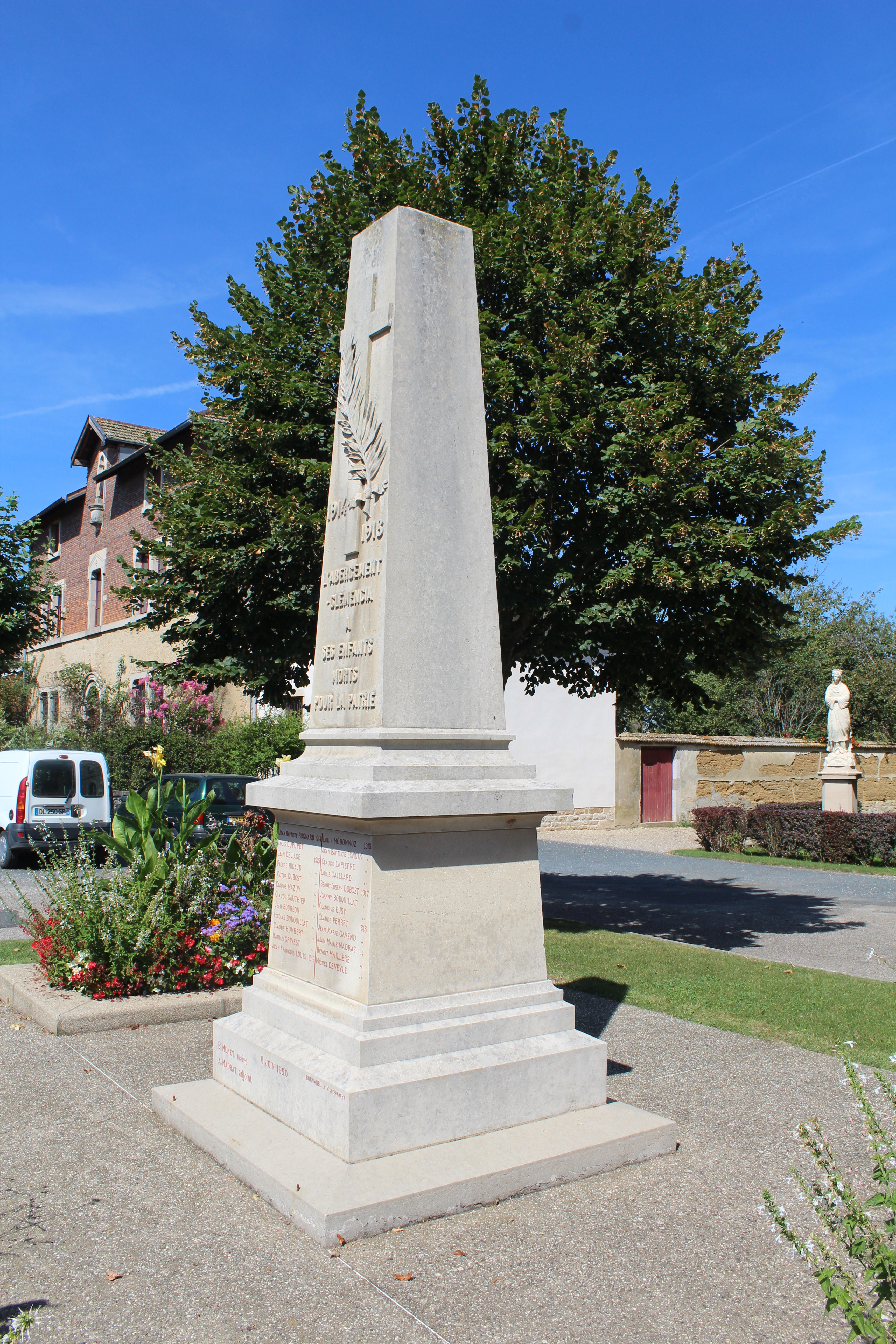